# Сант'Ана (Комо)
Сант'Ана је насеље у Италији у округу Комо, региону Ломбардија.
Према процени из 2011. у насељу је живело 32 становника. Насеље се налази на надморској висини од 408 м.